# NGTS-3
NGTS-3 är en dubbelstjärna i den mellersta delen av stjärnbilden Duvan. Den har en kombinerad skenbar magnitud av ca 14,67 och kräver ett stort teleskop för att kunna observeras. Baserat på parallax enligt Gaia Data Release 2 på ca 1,3 mas, beräknas den befinna sig på ett avstånd på ca 2 480 ljusår (ca 760 parsek) från solen. Den rör sig bort från solen med en heliocentrisk radialhastighet på ca 9 km/s.

## Egenskaper
Primärstjärnan NGTS-3A är en gul till vit stjärna i huvudserien av spektralklass G6 V. Den har en massa som är ca 1 solmassa, en radie som är ca 0,93 solradie och har ca 0,07 gånger solens utstrålning av energi från dess fotosfär vid en effektiv temperatur av ca 5 600 K.
NGTS-3  är en oupplöst spektroskopisk dubbelstjärna där följeslagaren NGTS-3B är en stjärna i huvudserien av spektralklass K1 V.

## Planetsystem
År 2018 upptäckte NGTS-undersökningen en exoplanet i form av en uppblåst het Jupiter som kretsar kring NGTS-3A, vilket upptäcktes trots att komponenterna inte går att visuellt upplösa.
| Planet | Massa          | Halv storaxel (AE) | Siderisk omloppstid (d) | Excentricitet | Inklination   | Radie          |
| ------ | -------------- | ------------------ | ----------------------- | ------------- | ------------- | -------------- |
| b      | 2,38 ± 0,26 MJ | 0,23 ± 0,005       | 1,6753728 ± 0,0000030   | 0?            | 89,56 ± 0,31° | 1,48 ± 0,37 RJ |